# De fyra böckerna (islam)
De fyra böckerna (arabiska: ٱلْكُتُب ٱلْأَرْبَعَة, al-Kutub al-ʾArbaʿah) är en samling av fyra av de mest välkända haditherna inom shiaislam.
| Namn                      | Samlare                    | Antal hadither |
| ------------------------- | -------------------------- | -------------- |
| Kitab al-Kafi             | Sheikh Kulayni (940 e.Kr.) | 16,199         |
| Man la yahduruhu al-faqih | Muhammad ibn Babawayh      | 9,044          |
| Tahdhib al-Ahkam          | Sheikh Muhammad Tusi       | 13,590         |
| Al-Istibsar               | Sheikh Muhammad Tusi       | 5,511          |

Tillämpningen och användningen av "Al-Kutub al-Arb'ah" hos shiamuslimer skiljer sig från andra muslimer, som tillämpar och använder Kutub al-Sitta eller "De sex böckerna".
Shiatraditionen betraktar många av de sunnimuslimer som förmedlade dessa hadither som ej tillförlitliga, då dessa tog ställning för Abu Bakr, Umar, Uthman och Ali ibn Abi Talib istället för enbart Ali och resten av Muhammeds familj, och flera av dem deltog i fientligheter mot Ahl al-Bayt eller stödde deras fiender som Aisha som bekämpade Ali vid slaget om Jamal, eller Yazid Ibn Muawiya som gjorde detta vid slaget vid Siffin. Husayn ibn Ali (dotterson till Muhammed och son till Ali ibn Abi Talib) blev en martyr vid slaget vid Karbala.
Tillförlitliga hadither enligt shiamuslimer är sådana som är förmedlade genom shiaimamerna, nedstigande släktingar från Muhammed via Fatima Zahra.